# Zuidelijke Dobroedzja
De Zuidelijke Dobroedzja (Bulgaars: Южна Добруджа, Yuzhna Dobrudzha; Roemeens: Dobrogea de sud of Cadrilater) is een gebied in het noordoosten van Bulgarije, tegen de grens met Roemenië. Het gebied bestaat uit de districten Dobritsj en Silistra. Het heeft een oppervlakte van 7565 km² en 358.000 inwoners.

## Bevolking
Aan het begin van de moderne tijd had de Zuidelijke Dobroedzja een gemengde bevolking, voornamelijk bestaande uit Bulgaren en Turken. Tot de minderheden in het gebied kunnen de Gagaoezen, de Krimtataren, de zigeuners en de Roemenen worden gerekend.
De bevolking van de Zuidelijke Dobroedzja bestond in respectievelijk 1910, 1930, 1940 en 2001 uit de volgende bevolkingsgroepen:
| Bevolkingsgroep | 1910            | 1930            | 1940            | 2001             |
| --------------- | --------------- | --------------- | --------------- | ---------------- |
| Totaal          | 282.007         | 378.344         | 407.515         | 357.217          |
| Bulgaren        | 134.355 (47,6%) | 143.209 (37,9%) | 150.962 (37,1%) | 248.382 (69,53%) |
| Roemenen        | 6.348 (2,3%)    | 77.728 (20,5%)  | 106.534 (26,2%) | 591 (0,17%)      |
| Turken          | 106.568 (37,8%) | 129.025 (34,1%) | 147.196 (36,1%) | 76,992 (21,55%)  |
| Krimtataren     | 11.718 (4,2%)   | 6.546 (1,7%)    | (*)             | 4,515 (1,26%)    |
| Zigeuners       | 12,192 (4,3%)   | n/a (0,8%)      | (*)             | 25.127 (7,03%)   |

## Geschiedenis
De Zuidelijke Dobroedzja maakte geruime tijd deel uit van het Ottomaanse Rijk. Tussen de Bulgaarse onafhankelijkheid van het Ottomaanse Rijk (1878) en de Balkanoorlogen (1912-1913) viel het gebied onder het Bulgaarse prinsdom. Na de Bulgaarse nederlaag in de Tweede Balkanoorlog werd de Zuidelijke Dobroedzja bij de Vrede van Boekarest (1913) bij Roemenië gevoegd. Roemenië hield tot 1940 het gezag over het gebied. Het land verplaatste tienduizenden Aroemenen vanuit Bulgarije, Noord-Macedonië en Griekenland naar de regio, evenals Roemenen uit Walachije.
Met het Verdrag van Craiova van 7 september 1940 werd de Zuidelijke Dobroedzja weer bij Bulgarije gevoegd. Dit leidde wederom tot een massale volksverhuizing. Ongeveer 110.000 Roemenen (zo'n 95% van hen was na 1913 in het gebied komen wonen) werden gedwongen de regio te verlaten, terwijl zo'n 77.000 Bulgaren de Noordelijke Dobroedzja moesten verlaten. Vandaag de dag wonen er nog slechts een paar honderd Roemenen en Aroemenen in het gebied.